# Spettrografo ELODIE
ELODIE è stato uno spettrografo di tipo Echelle abbinato al telescopio riflettore Cassegrain di 1,93 metri situato presso l'osservatorio dell' Alta Provenza, in Francia, per la ricerca di pianeti extrasolari nell'emisfero celeste settentrionale. Tecnologicamente sviluppato presso l'osservatorio di Marsiglia  è stato concepito per registrare le velocità radiali degli astri al fine di scoprire esopianeti. 
La prima luce di ELODIE è stata ottenuta nel 1993. Lo strumento è stato utilizzato per sedici anni sino al suo decommissionamento nel 2006 per essere sostituito da SOPHIE, un nuovo strumento dello stesso tipo con funzionalità migliorate. 

## Caratteristiche
La gamma di lunghezze d'onda dello spettro elettromagnetico coperta da ELODIE va da 389,5 nm (zona del violetto)a 681,5 nm (rosso profondo) per singola esposizione, suddivisa in 67 ordini spettrali. Lo strumento, situato in un ambiente a temperatura controllata, era collegato con fibre ottiche al fuoco Cassegrain. Una delle caratteristiche uniche di ELODIE era una pipeline di riduzione dei dati integrata che riduceva quantitativamente gli spettri immediatamente dopo l'acquisizione consentendo al fruitore di misurare velocità radiali altamente accurate attraverso la correlazione incrociata con una maschera numerica campione di confronto. Questa precisione può raggiungere i ± 7 m / s di scostamento dalla reale velocità del corpo celeste oggetto di studio.
Lo studio degli archivi dei dati ottenuti ha permesso di rilevare oltre 34.000 spettri stellari dei quali oltre 20.000 sono pubblicamente disponibili mediante un archivio online dedicato. ELODIE è stato il risultato di una collaborazione tra gli osservatori dell'Alta Provenza, di Ginevra e di Marsiglia.

## Ricerca esoplanetaria
Il primo pianeta extrasolare scoperto in orbita attorno a una stella simile al Sole, 51 Pegasi b, è stato scoperto nel 1995 usando questo strumento. Tale risultato ha consentito agli astronomi Michel Mayor e Didier Queloz di ricevere il premio Nobel per la fisica nel 2019. Oltre venti di questi pianeti sono stati trovati con ELODIE; lo strumento ha anche trovato un pianeta, HD 209458 b, utilizzando il metodo del transito.
Esopianeti di particolare rilevanza:
| Pianeta       | anno scoperta | Nota  |
| ------------- | ------------- | ----- |
| 51 Pegasi b   | 1995          | [ 7 ] |
| Gliese 876 b  | 1998          | [ 8 ] |
| 14 Herculis b | 1998          | [ 9 ] |
| HD 209458 b   | 1999          | [ 6 ] |